# Władysław Bykowski
Władysław Bykowski (ur. 19 listopada 1930 w Sosnowcu, zm. 7 marca 1993) – polski walcownik, poseł na Sejm PRL V kadencji.

## Życiorys
Uzyskał wykształcenie zasadnicze zawodowe, z zawodu walcownik. Pracował jako brygadzista w Hucie im. Mariana Buczka w Sosnowcu z ramienia Polskiej Zjednoczonej Partii Robotniczej. W 1969 uzyskał mandat posła na Sejm PRL w okręgu Sosnowiec. Zasiadał w Komisji Gospodarki Morskiej i Żeglugi oraz w Komisji Kultury i Sztuki.
Pochowany na cmentarzu rzymskokatolickim przy ul. Smutnej w Sosnowcu.

## Odznaczenia
- Srebrny Krzyż Zasługi